# الحمزي (الرجم)

تعديل مصدري - تعديل

الحمزي هي إحدى قرى عزلة السلطان بمديرية الرجم التابعة لمحافظة المحويت، بلغ تعداد سكانها 516 نسمة حسب تعداد اليمن لعام 2004.